# Qualcomm Snapdragon

Snapdragon é uma família de system-on-a-chip com processadores baseados na arquitetura ARM para dispositivos móveis produzido pela Qualcomm. Todos os membros da família Snapdragon integram a GPU, os circuitos para GPS e o modem para as redes GSM e CDMA. Também encontram-se integrados atualmente os circuitos para câmera digital, Wi-Fi, Bluetooth, núcleos DSP e codecs para áudio e vídeo.
Criar um processador de dispositivo móvel com essas características, onde ele conseguem incorporar num único chip diversas funcionalidades comuns a esses dispositivos, diminui o custo total de manufatura e a complexidade do hardwares dos dispositivos. Este é um dos grandes fatores de sucesso do Snapdragon.

## História

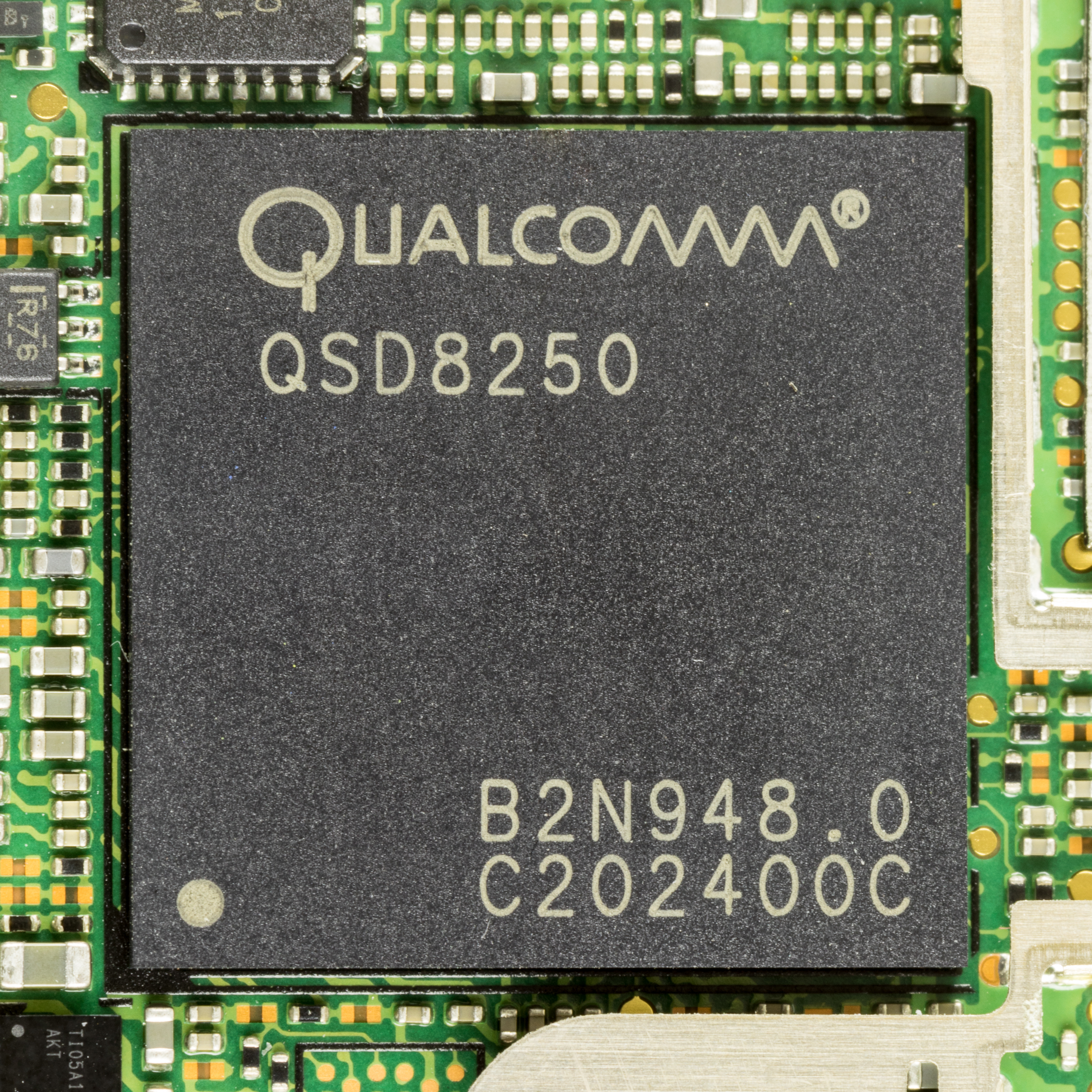
Qualcomm QSD8250

A linha Snapdragon surgiu no final de 2008 com uma versão single core de 528 Mhz, produzidos pela empresa Qualcomm.
Os CPUs são baseados em tecnologias licenciadas da ARM. A Qualcomm implementa melhorias sobre os projetos licenciados da ARM como: maior número de instruções decodificadas simultaneamente, execução fora de ordem, pipeline com mais estágios, garantindo uma maior taxa de DMIPS/MHz (desempenho).
Um dos maiores sucessos do ramo, ele equipa hoje grande parte dos dispositivos móveis de diversos fabricantes como LG, Samsung, Asus, Motorola, Nokia e HTC em dispositivos com SO Android e Windows Phone.
Diferentes implementações de CPU foram utilizadas na linha Snapdragon baseados na arquitetura ARMv7. Existem versões com até 8 cores de CPU por chip.

### Pre-lançamento

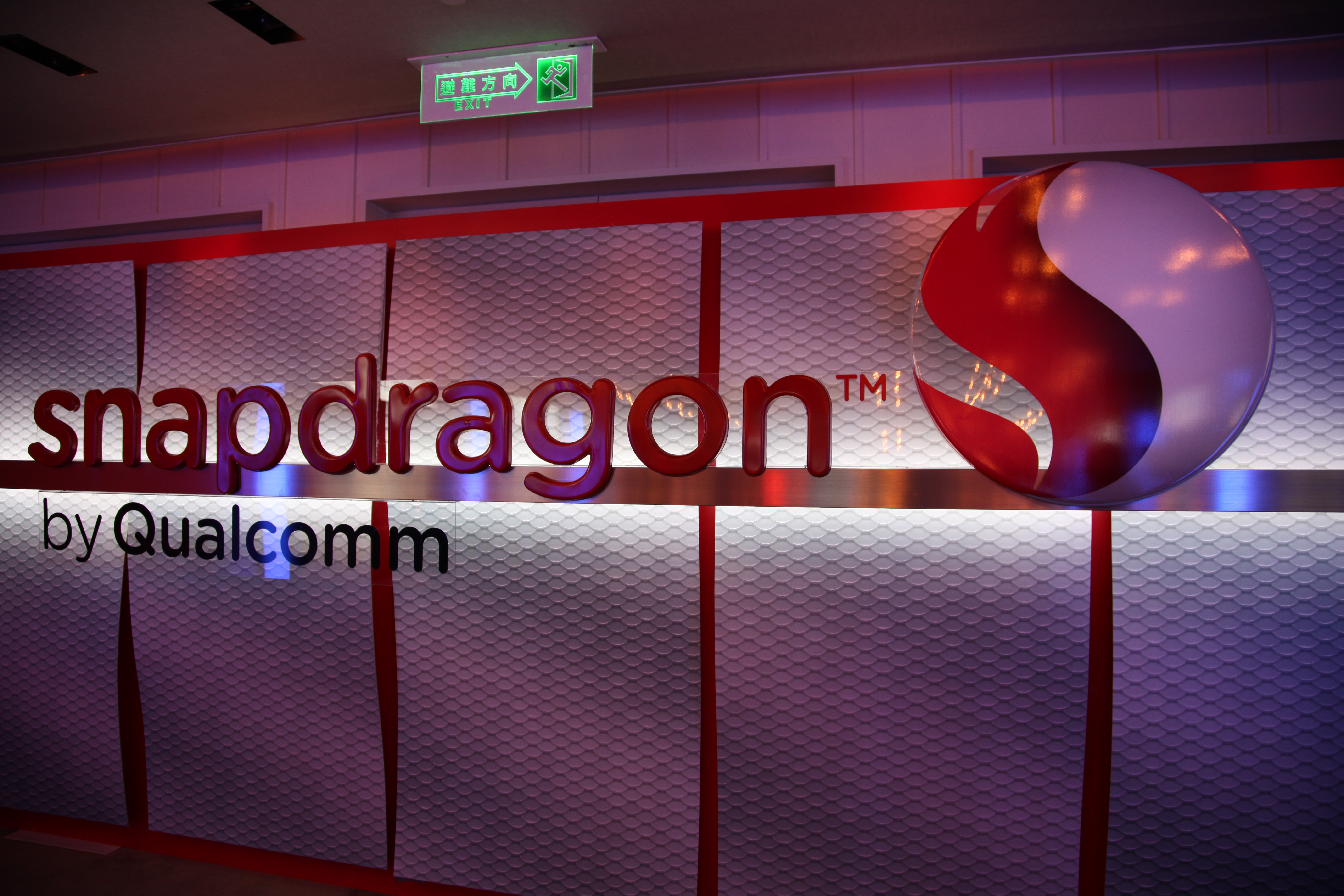
Logo da Snapdragon na exposição COMPUTEX Taipei em Taiwan.

Qualcomm anunciou que estava desenvolvendo o processador Scorpion em novembro de 2005. O System-on-a-chip Snapdragon foi anunciado em novembro de 2006 e incluiu o processador Scorpion, como também outros semicondutores. Ele também incluiu o primeiro DSP da Qualcomm, o Hexagon.
Segundo o porta voz da Qualcomm, o nome Snapdragon foi escolhido porque snap e dragon, respectivamente estalo e dragão na língua inglesa, soa rápido e feroz. No mês seguinte, Qualcomm adquiriu a empresa Airgo Networks e anunciou que a tecnologia Wi-Fi 802.11a/b/g e 802.11n da Airgo seria integrada na família Snapdragon. As primeiras versões do Scorpion tiveram um design de processador similar ao do Cortex-A8.

## Plataformas Semelhantes
- Tegra da Nvidia
- Exynos da Samsung
- Ax da Apple
- Atom da Intel
- RK3xxx da Rockchip
- A31 da AllWinner
- Helio e Dimensity da MediaTek
- Ryzen da AMD